# Katholieke Kerk in Sint Maarten

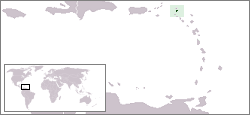
Sint Maarten

De Katholieke Kerk in Sint Maarten is een onderdeel van de wereldwijde Katholieke Kerk, onder het geestelijk leiderschap van de paus en de curie in Rome.
Sint Maarten is staatkundig een autonoom land binnen het Koninkrijk der Nederlanden en beslaat het zuidelijke deel van het eiland Sint-Maarten/Saint-Martin. Kerkelijk valt Sint Maarten onder het bisdom Willemstad, net als de andere Caraïbische delen van het koninkrijk (Aruba, Bonaire, Curaçao, Saba en Sint Eustatius). De kathedraal staat op Curaçao. Het bisdom Willemstad maakt op zijn beurt deel uit van de kerkprovincie Port of Spain op Trinidad en Tobago.

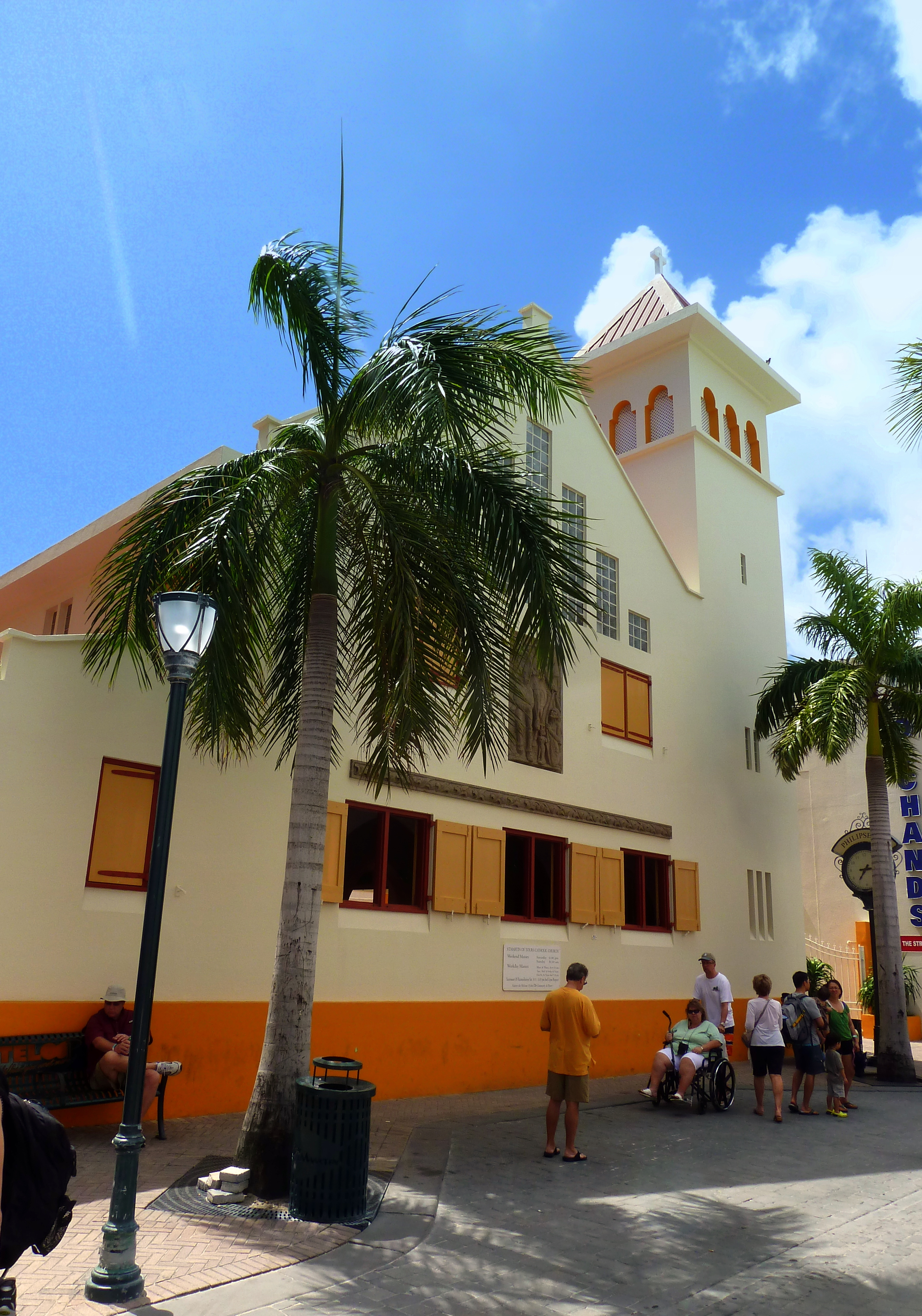
St.Maarten van Tourskerk in Philipsburg

## Kerkgebouwen
Sint Maarten heeft drie Katholieke kerken:
- St. Martin of Tours Catholic Church in Philipsburg
- Mary, Star of the Sea Catholic Church, in Simpson Bay
- The Risen Christ Catholic Church, in South Reward

## Kerkprovincie

### Indeling
- Aartsbisdom Port of Spain (Trinidad en Tobago)
  - Bisdom Willemstad (Curaçao)
    - Katholieke Kerk in Sint Maarten

### Bisschop
De bisschop van Willemstad is lid van de bisschoppenconferentie van de Antillen, die voorgezeten wordt door de aartsbisschop van Nassau (Bahama's). Verder is de bisschop lid van de Consejo Episcopal Latinoamericano.
Het bisschopsambt is sinds 7 januari 2025 vacant.
- Lijst van bisschoppen van Willemstad

### Nuntius
Apostolisch gedelegeerde voor de Antillen is aartsbisschop Santiago De Wit Guzmán, die tevens Antigua en Barbuda, de Bahama's, Barbados, Belize, Dominica, Grenada, Guyana, Jamaica, Saint Kitts en Nevis, Saint Lucia, Saint Vincent en de Grenadines, Suriname en Trinidad en Tobago.
De apostolisch gedelegeerde voor de Antillen zetelt in Port of Spain, Trinidad.
- Lijst van apostolisch gedelegeerden voor Sint Maarten:
  - George Joseph Caruana (22 december 1925 - 1938)
  - Luigi Conti (1 augustus 1975 - 9 februari 1980)
  - Paul Fouad Tabet (9 februari 1980 - 11 februari 1984)
  - Manuel Monteiro de Castro (16 februari 1985 - 21 augustus 1990, later kardinaal)
  - Eugenio Sbarbaro (7 februari 1991 - 26 april 2000)
  - Emil Paul Tscherrig (8 juli 2000 - 22 mei 2004)
  - Thomas Edward Gullickson (2 oktober 2004 - 21 mei 2011)
  - Nicola Girasoli (29 oktober 2011 - 16 juni 2017)
  - Fortunatus Nwachukwu (4 november 2017 - 17 december 2021)
  - Santiago De Wit Guzmán (sinds 30 juli 2022)